# Галерија грбова Француске
Ово је галерија грбова територијалних јединица Француске пореданих по азбучном редоследу. Галерија садржи грбове француских региона, прекоморских територија и департмана.

## Грб Француске Републике
- Национални амблем
 Француске Републике
- Печат 
Француског председника
- Национални амблем 
Четврте Републике 
 (1946-1958)

## Историјски грбови Француске
- Мањи грб 
Француског краљевства 
 (843–1792)
- Већи грб
 Француског краљевства 
 (843–1792)
- Грб
 Француског царства 
 (1804–1815)
(1852-1870)
- Грб 
Бурбонске Француске 
 (1815–1830)
- Грб
 Јулске монархије 
 (1830–1848)
- Печат
 Друге републике 
 (1848–1852)
- Грб
 Вишијевске Француске 
 (1940–1945)

## Региони Француске

### Региони Француске метрополе
- Грб
Аквитаније
- Грб
Алзасa
- Грб
Бретање
- Грб
Бургоње
- Грб
Горње Нормандије
- Грб
Доње Нормандије
- Грб
Ил де Франса
- Грб
Југ-Пиринеја
- Грб
Корзике
- Грб
Лангдок-Русијона
- Грб
Лимузена
- Грб
Лорене
- Грб 
Оверње
- Грб
Пикардије
- Грб
Поату-Шаранта
- Грб
Провансе-Алпи-Азурне обале
- Грб
Региона Лоаре
- Грб
Роне-Алпа
- Грб
Севера и Па де Калеа
- Грб
Франш-Контеа
- Грб
Центра
- Грб
Шампање-Арденија

## Франсуски департмани
- Грб
Ена (01)
- Грб
Ена из Пикардије (02)
- Грб
Алијеа (03)
- Грб
Горњопровансалских Алпа (04)
- Грб
Горњих Алпа (05)
- Грб
Приморских Алпа (06)
- Грб
Ардеша (07)
- Грб
Арденија (08)
- Грб
Арјежа (09)
- Грб
Оба (10)
- Грб
Ода (11)
- Грб
Аверона (12)
- Грб
Ушћа Роне (13)
- Грб
Калвадоса (14)
- Грб
Кантала (15)
- Грб
Шаранта (16)
- Грб
Приморског Шаранта (17)
- Грб
Шера (18)
- Грб
Корез (19)
- Грб
Јужне Корзике (2A)
- Грб
Горње Корзике (2B)
- Грб
Златне обале (21)
- Грб
Обала Армора (22)
- Грб
Креза (23)
- Грб
Дордоње (24)
- Грб
Дуа (25)
- Грб
Дрома (26)
- Грб
Eure (27)
- Грб
Ера (28)
- Грб
Финистера (29)
- Грб
Гара (30)
- Грб
Горње Гароне (31)
- Грб
Жерса (32)
- Грб
Жиронде (33)
- Грб
Ера (34)
- Грб
Ил и Вијена (35)
- Грб
Ендра (36)
- Грб
Ендра и Лоаре (37)
- Грб
Изера (38)
- Грб
Жире (39)
- Грб
Ланда (40)
- Грб
Лоара и Шера (41)
- Грб
Лоаре (42)
- Грб
Горње Лоаре (43)
- Грб
Атлантске Лоаре (44)
- Грб
Лоареа (45)
- Грб
Лота (46)
- Грб
Лота и Гароне (47)
- Грб
Лозера (48)
- Грб
Мена и Лоаре (49)
- Грб
Манша (50)
- Грб
Марне (51)
- Грб
Горње Марне (52)
- Грб
Мајена (53)
- Грб
Мерта и Мозела (54)
- Грб
Мезе (55)
- Грб
Морбијана (56)
- Грб
Мозела (57)
- Грб
Нијевра (58)
- Грб
Нора (59)
- Грб
Оазе (60)
- Грб
Орна (61)
- Грб
Па де Калеа (62)
- Грб
Пиј де Дома (63)
- Грб
Атлантских Пиринеја (64)
- Грб
Високих Пиринеја (65)
- Грб
Источних Пиринеја (66)
- Грб
Доња Рајна (67)
- Грб
Горње Рајне (68)
- Грб
Роне (69)
- Грб
Горње Саоне (70)
- Грб
Саоне и Лоаре (71)
- Грб
Сарта (72)
- Грб
Савоје (73)
- Грб
Горње Савоје (74)
- Грб
Париза (75)
- Грб
Приморске Сене (76)
- Грб
Сене и Марне (77)
- Грб
Ивлина (78)
- Грб
Де Севра (79)
- Грб
Соме (80)
- Грб
Тарна (81)
- Грб
Тарна и Гароне (82)
- Грб
Вара (83)
- Грб
Воклиза (84)
- Грб
Вандеје (85)
- Грб
Вијена (86)
- Грб
Горњег Вијена (87)
- Грб
Вогезија (88)
- Грб
Јона (89)
- Грб
Територије Белфор (90)
- Грб
Есона (91)
- Грб
Сенсих Висова (92)
- Грб
Сена - Сен Денија (93)
- Грб
Долине Марне (94)
- Грб
Долине Оазе (95)

## Прекоморски региони и департмани
- Грб
Гваделупа
- Мањи грб
Мајота
- Већи грб
Мајота
- Грб
Мартиника
- Грб
Реиниона
- Грб
Француске Гвајане

## Прекоморске територије и колективитети
- Грб
Валиса и Футуне
- Грб
Острва Клипертона
- Грб
Нове Каледоније
- Грб
Светог Мартина
- Грб
Сен Пјера и Микелона
- Грб
Сен Бартелемија
- Грб
Француских јужних и антарктичких земаља
- Грб
Француске Полинезије